# Kentaro Fukuda
Pour les articles homonymes, voir Fukuda.
Kentaro Fukuda est un joueur de hockey sur gazon japonais évoluant au poste d'attaquant à Gifu Asahi Club et avec l'équipe nationale japonaise.

## Biographie
Kentaro est né le 27 juillet 1995 dans la préfecture de Shimane.

## Carrière
Il a fait partie de équipe nationale en juillet 2021 pour concourir aux Jeux olympiques d'été de 2020 à Tokyo,.

## Palmarès
- : 1er aux Jeux asiatiques en 2018[4]